# فریزر بوی
فریزر بوی (انگلیسی: Frayser Boy) یک خوانندهٔ رپ اهل ایالات متحده آمریکا است. وی از سال ۲۰۰۱ میلادی تاکنون مشغول فعالیت بوده‌است.
او در سال ۲۰۰۵ میلادی بابت اجرای ترانه‌ای از فیلم «شتاب و طغیان»، برندهٔ جایزه اسکار بهترین ترانه شد.